# Crettier Rezső
Crettier Rezső, Crettier Rezső Ferenc Lipót Sándor (Budapest, 1878. november 15. – Budapest, 1945. március 8.) magyar dobóatléta, olimpikon, bankhivatalnok.

## Pályafutása
Részt vett az 1900. évi nyári olimpiai játékokon Párizsban. Két atlétikai dobószámban indult. Diszkoszvetésben 5. lett míg súlylökésben a 4.
Klubcsapata a Magyar AC volt. Háromszoros magyar bajnok súlylökő (1899, 1900, 1901).

## Családja
Crettier Sándor és Farkas Gizella fiaként született.  1905. március 4-én Budapesten, a Terézvárosban házasságot kötött a nála három évvel fiatalabb Füzesséry Margittal, Füzesséry Géza és Kun Mária lányával. Felesége 1937. augusztus 30-án elhunyt.